# مؤتمر أساقفة منطقة شمال إفريقيا
المؤتمر الأسقفي الإقليمي لشمال إفريقيا هو المؤتمر الأسقفي للكنيسة الرومانية الكاثوليكية الذي يجمع دول شمال إفريقيا من المغرب والجزائر وتونس وليبيا والصحراء الغربية في مقره بالرباط عاصمة المغرب.
تأسس المؤتمر في عام 1965، ويتألف من جميع الأعضاء النشطين والمتقاعدين في التسلسل الهرمي الكاثوليكي (مثل أساقفة الأبرشيات، مساعدو الأساقفة والأساقفة المساعدون، الأساقفة الكاثوليك) في تلك البلدان.
يعد رئيس أساقفة الجزائر بول ديفارج الرئيس الحالي للمؤتمر.